# Campeonato Sul-Americano de Rugby de 2017
O Campeonato Sul-Americano de Rugby de 2017 foi a 39ª edição deste torneio, reunindo os países do continente na busca pelo título.
O Uruguai foi o campeão desta edição, conquistando o seu quarto título da competição.

## Regulamento
Organizada pela Sudamérica Rugby (SAR), a competição teve uma fase de disputa. As equipes de Brasil, Chile, Paraguai e Uruguai jogaram entre si, em turno único. Ao final da competição, o selecionado com mais pontos seria declarado campeão sul-americano de 2017. Os uruguaios conquistaram o quarto título da competição, com uma campanha invicta.
Não houve uma sede fixa para esta competição. O descenso à Divisão B também não aconteceu, tendo em vista mudanças nas regras outorgadas pela Sudamérica Rugby (SAR), que terão validade a partir de 2018.

### Eliminatórias para a Copa do Mundo de Rugby de 2019
Para brasileiros, chilenos, paraguaios e uruguaios, as partidas deste campeonato tinham uma importância à mais, uma vez que eram também válidas no processo de eliminatória para a Copa do Mundo de Rugby de 2019, a ser celebrada no Japão. A equipe melhor qualificada, entre estas quatro, garantiria a continuidade na busca de uma vaga ao mundial, contra um representante da América do Norte (Canadá ou Estados Unidos).
A Argentina, por ter ficado entre as doze primeiras colocadas na edição anterior da Copa do Mundo (em 2015), já tinha vaga assegurada para este evento de 2019.

### Mudança na fórmula de disputa
A Sudamérica Rugby (SAR), ao final de 2017, promoveu uma reformulação geral nas três divisões do Campeonato Sul-Americano, sendo válidas a partir de 2018. Com isso, originou-se o Torneio Seis Nações A, que manterá o histórico do campeonato desde a sua primeira edição, além de manter a chancela de Campeonato Sul-Americano de Rugby (Divisão A). O mesmo ocorrerá com as duas outras divisões, que serão rebatizadas de Torneio Quatro Nações B e Torneio Quatro Nações C.

## Repescagem
Em novembro de 2016, o Paraguai (último colocado na Divisão A de 2016) recebeu a Colômbia (campeã na Divisão B de 2016), em uma partida válida pela última vaga no grupo principal para o Sul-Americano de 2017. Com a vitória, os paraguaios mantiveram-se no grupo principal para 2017, enquanto os colombianos disputariam a Divisão B no citado ano.
| 19 de novembro de 2016 |         |          |                                       |
| Paraguai               | 39 - 27 | Colômbia | Estadio Héroes de Curupaytí, Assunção |
|                        | Reporte |          | Estadio Héroes de Curupaytí, Assunção |

## Sudamérica Rugby Cup 2017
Em 2017 foi disputada a segunda edição da Sudamérica Rugby Cup, que mantinha as regras e o histórico da Copa CONSUR.
Participaram deste evento os dois melhores colocados do Sul-Americano de 2016, sendo eles Uruguai e Chile, além da Argentina como atual campeã desta competição. Tal como ocorreu em 2016, a UAR (União Argentina de Rugby) enviou a segunda seleção (Argentina XV) para esta disputa.
Os jogos foram disputados entre os dias 27 de maio e 29 de setembro de 2017. Os três participantes se enfrentaram em turno único, com a Argentina conquistando o tetra-campeonato desta competição. O Uruguai ficou com a segunda colocação, também pela quarta vez.
A partida entre Uruguai e Chile, disputada em 27 de maio de 2017, teve dupla validade (ao Campeonato Sul-Americano de 2017 e para a Sudamérica Rugby Cup 2017).

## Partidas do Campeonato Sul-Americano de 2017
Seguem-se, abaixo, as partidas realizadas por este torneio sul-americano.
| 13 de maio de 2017 |         |        |                                           |
| Chile              | 15 - 10 | Brasil | Estádio Municipal de La Pintana, Santiago |
|                    | Reporte |        | Estádio Municipal de La Pintana, Santiago |

| 13 de maio de 2017 |         |         |                                       |
| Paraguai           | 19 - 45 | Uruguai | Estadio Héroes de Curupaytí, Assunção |
|                    | Reporte |         | Estadio Héroes de Curupaytí, Assunção |

| 20 de maio de 2017 |         |          |                                           |
| Chile              | 66 - 7  | Paraguai | Estádio Municipal de La Pintana, Santiago |
|                    | Reporte |          | Estádio Municipal de La Pintana, Santiago |

| 20 de maio de 2017 |         |        |                             |
| Uruguai            | 41 - 27 | Brasil | Estádio Charrúa, Montevidéu |
|                    | Reporte |        | Estádio Charrúa, Montevidéu |

| 26 de maio de 2017 |         |          |                                |
| Brasil             | 57 - 6  | Paraguai | Estádio do Pacaembu, São Paulo |
|                    | Reporte |          | Estádio do Pacaembu, São Paulo |

| 27 de maio de 2017 |         |       |                             |
| Uruguai            | 27 - 11 | Chile | Estádio Charrúa, Montevidéu |
|                    | Reporte |       | Estádio Charrúa, Montevidéu |

### Classificação final
| Seleção  | Vitórias | Empates | Derrotas | Pontos a favor | Pontos contra | Pontos +/- | Pontos |
| -------- | -------- | ------- | -------- | -------------- | ------------- | ---------- | ------ |
| Uruguai  | 3        | 0       | 0        | 113            | 57            | +66        | 9      |
| Chile    | 2        | 0       | 1        | 92             | 44            | +48        | 6      |
| Brasil   | 1        | 0       | 2        | 94             | 62            | +32        | 3      |
| Paraguai | 0        | 0       | 3        | 32             | 168           | -136       | 0      |

- Critérios de pontuação: vitória = 3, empate = 1, derrota = 0.
- O Uruguai (campeão) avançou na disputa por uma vaga na Copa do Mundo de Rugby de 2019, no Japão.
- O Paraguai, último colocado, seria condicionado à repescagem para manter a categoria no próximo ano, porém a mudança nas regras o manteve na Divisão A para 2018.

## Campeão
| Campeonato Sul-Americano de Rugby 2017 |
| -------------------------------------- |
| Uruguai Campeão (4º título)            |